# Снежная коза
Снежная коза (лат. Oreamnos americanus) — парнокопытное млекопитающее из семейства полорогих.

## Описание
Длина тела 155—180 см у самцов и 140—170 см у самок, высота в холке 80—110 см, вес самцов 95—130 кг, самок 60—90 кг. Длина рогов 21—30 см, хвоста 10—20 см. На четвёртом году жизни самцы становятся на 7,5—15 см выше самок. Шерсть густая, длинная, белая, пушистая. Внешне снежная коза похожа на обычную домашнюю. Длина рогов у самцов и самок достигает 20—30 см, сами рога в поперечном сечении имеют округлую форму.

## Ареал и места обитания
Снежная коза встречается на западе Северной Америки. Основной ареал в США — горные массивы штатов Айдахо, Монтана и юго-восточная Аляска, в Канаде — провинции Альберта, Британская Колумбия, юг территории Юкон. Вид был расселён также на полуострове Олимпик, до центра Аляски, а также в Неваду, Колорадо и Вайоминг.
Снежная коза — горное животное, обитает в труднодоступных местах, выше границы лесов, летом часто встречается на высоте даже выше 3000 метров над уровнем моря. Питается травами и лишайниками, хорошо переносит морозы до −40°С. Держится небольшими стадами.

## Размножение
Спаривание происходит в ноябре-декабре, рождение — в мае-июне, чаще рождается один козлёнок, реже два.

## Охрана
По приблизительным оценкам биологов общая численность снежных коз в настоящее время составляет от 80 000 до 119 000 половозрелых особей. При этом в Канаде обитает приблизительно 58 000 животных, однако эта цифра может изменяться от 44 000 до 72 000 особей, распределенных следующим образом: Альберта — 2750; Британская Колумбия — от 39 000 до 67 000, Северо-Западные территории — 1000, Юкон — 1400. В Соединённых Штатах Америки численность популяции составляет от 36 000 до 47 000 особей, более 12 000 животных — в смежных штатах и от 24 000 до более 33 000 на Аляске.
Вид находится под охраной. Однако, несмотря на относительную малочисленность, угроза исчезновения из-за труднодоступности районов обитания невелика.

## Фото

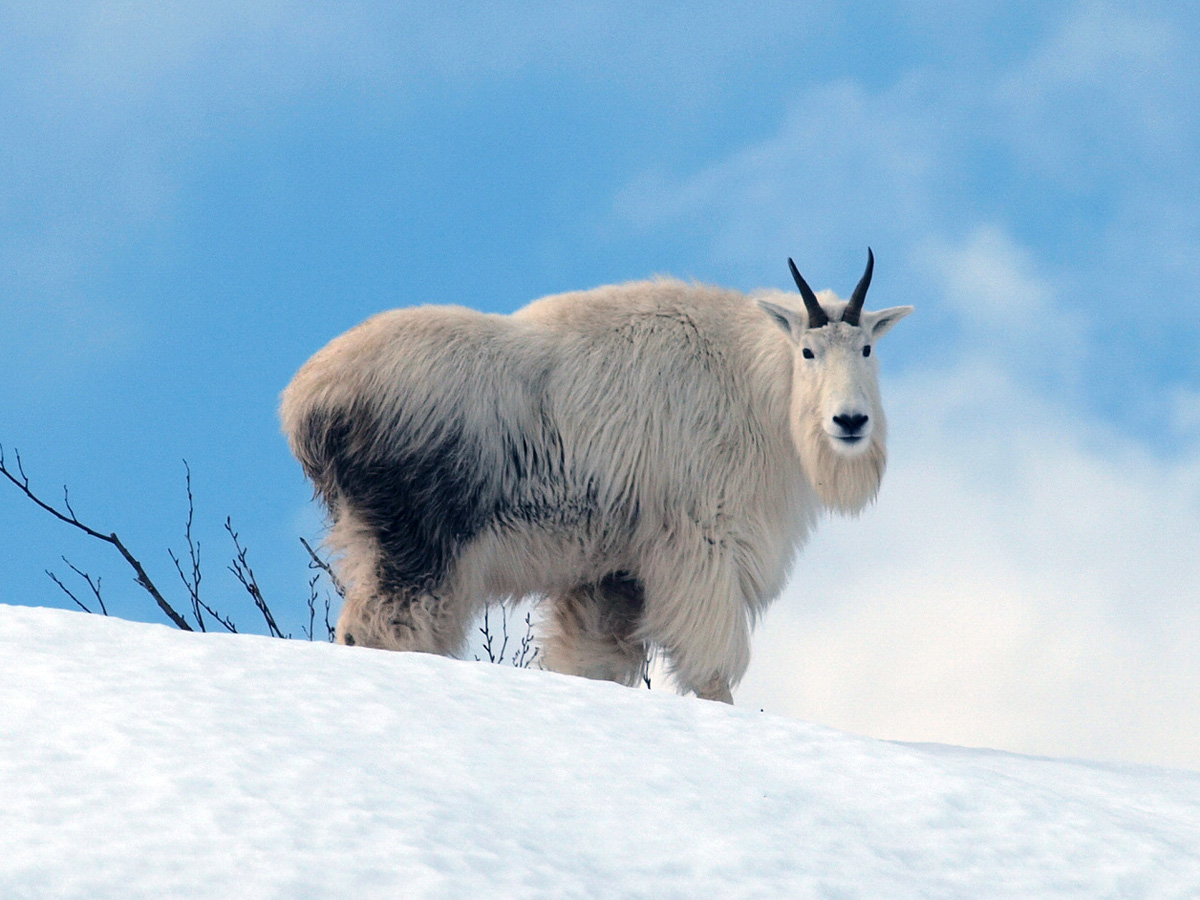
Зимний мех
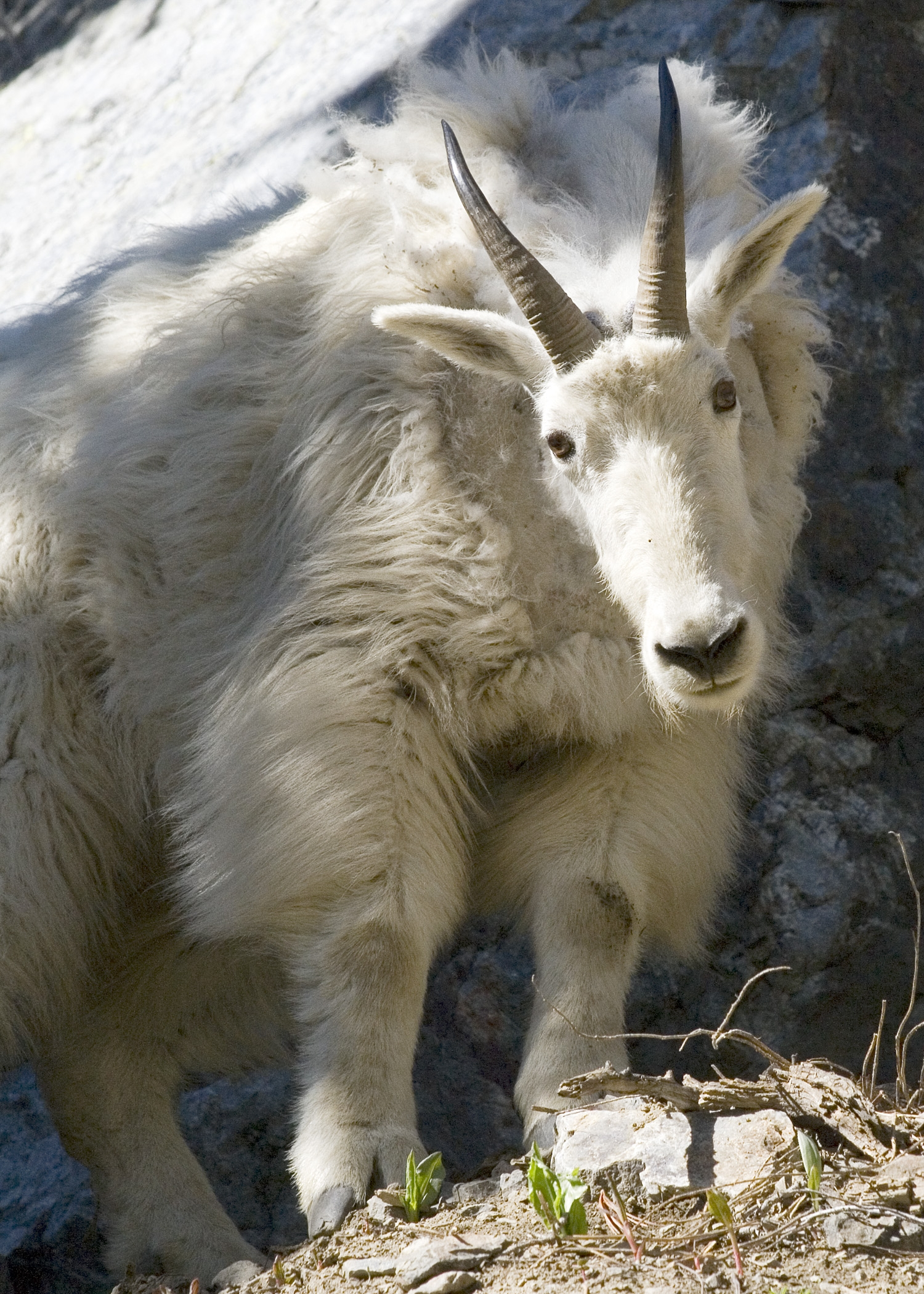
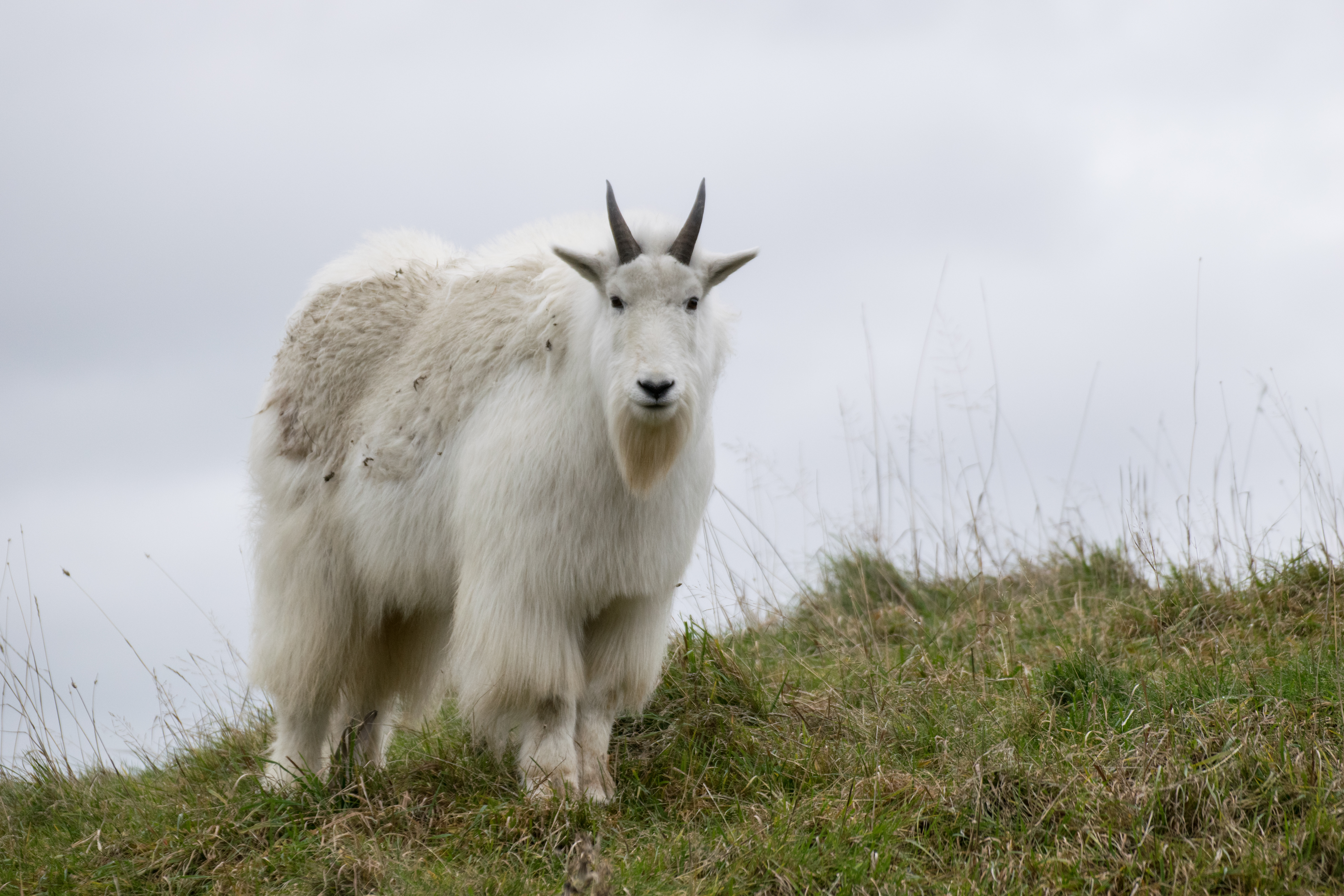
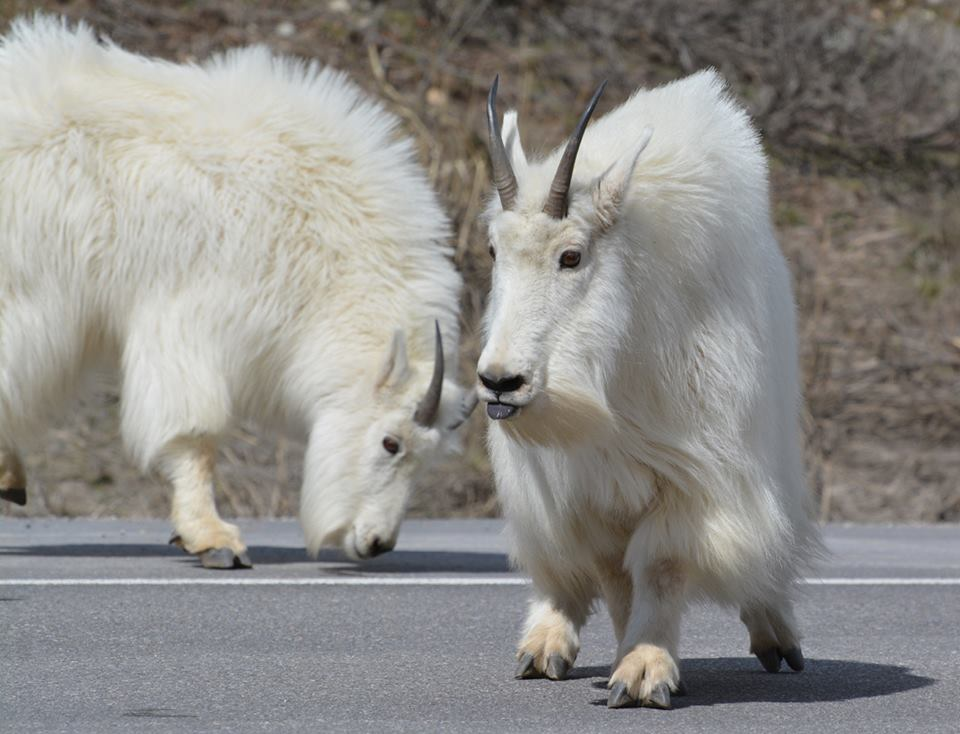
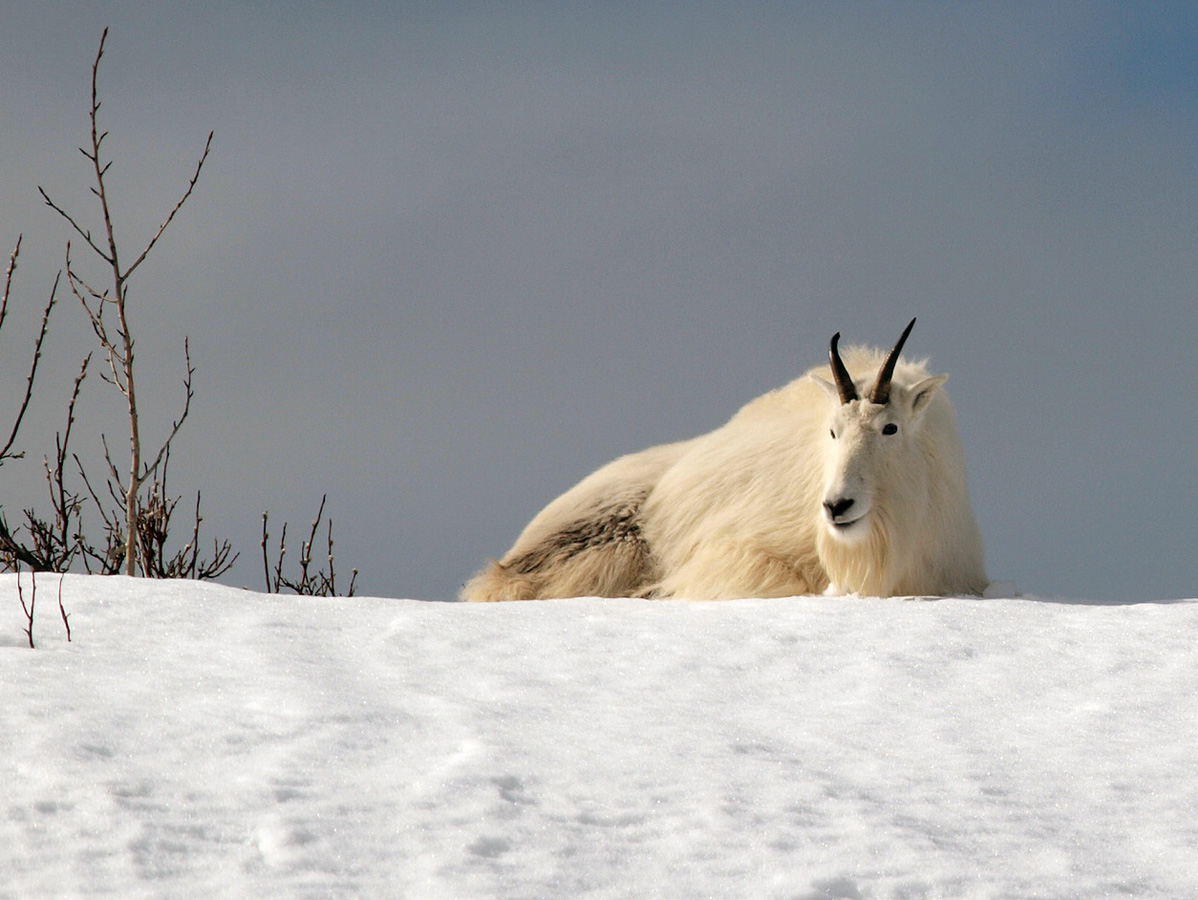
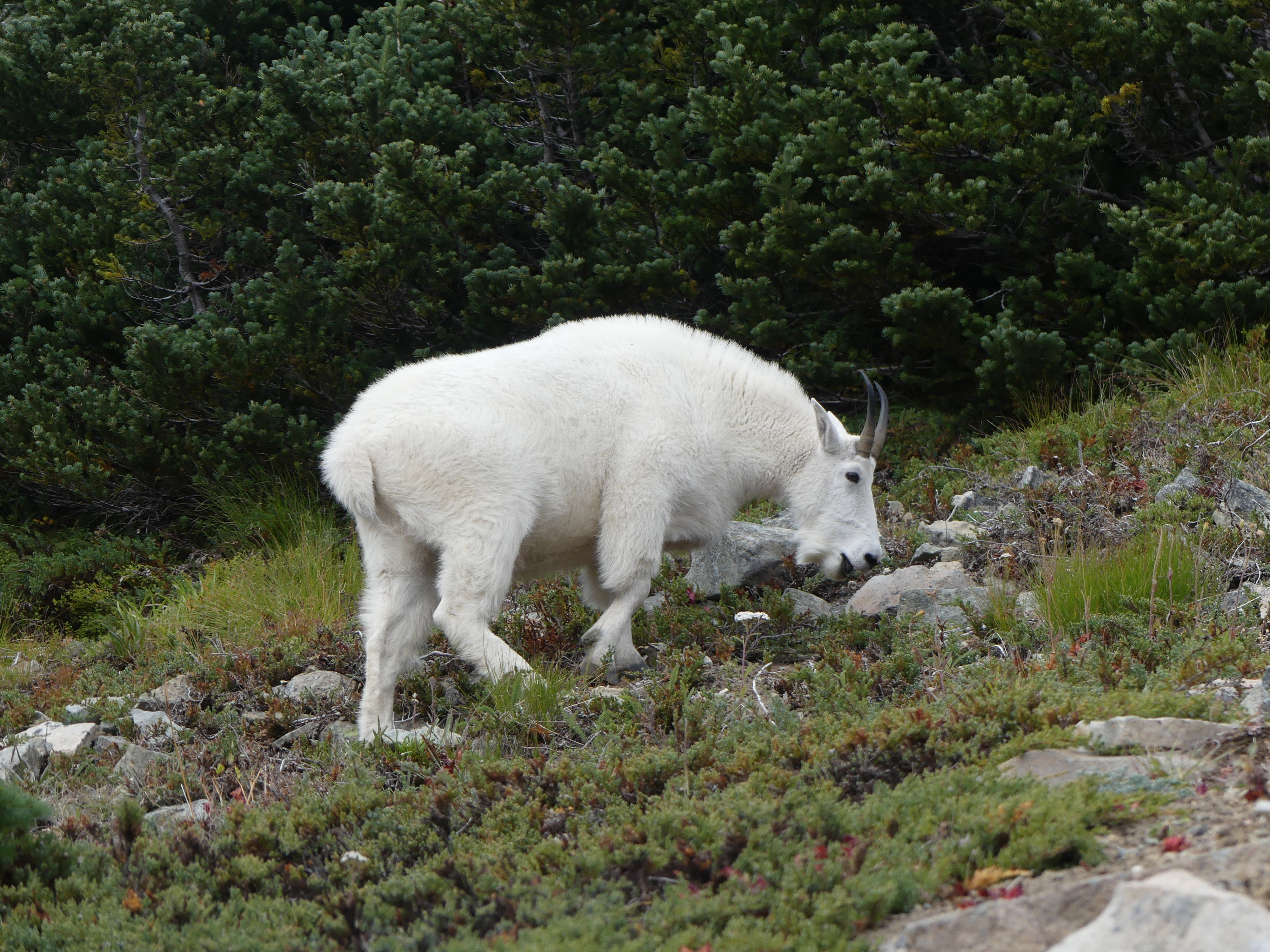
Летний мех
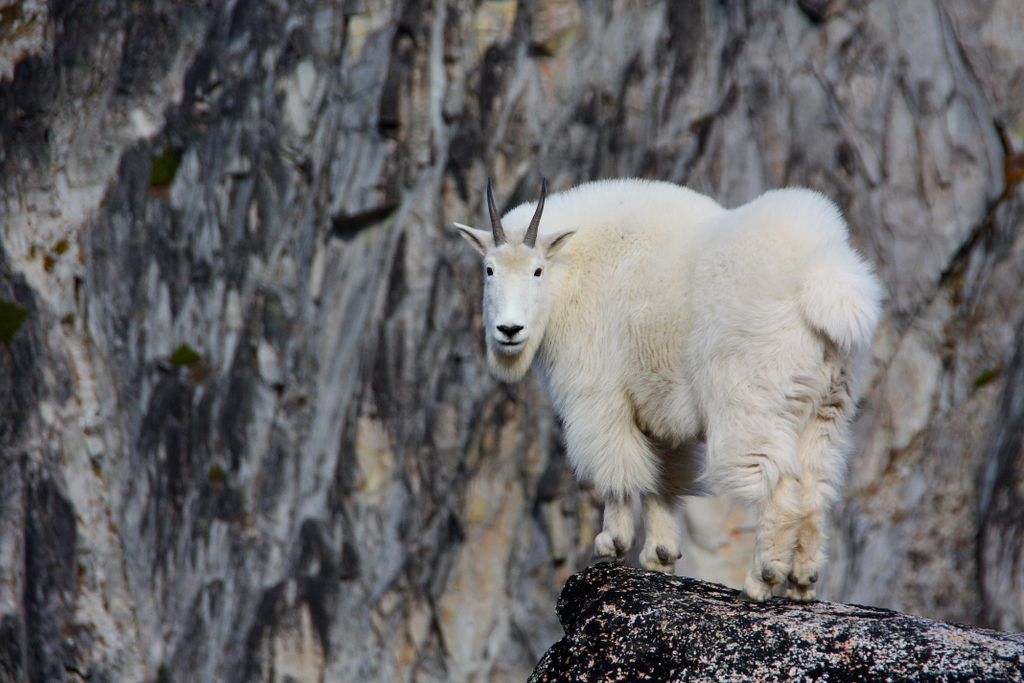
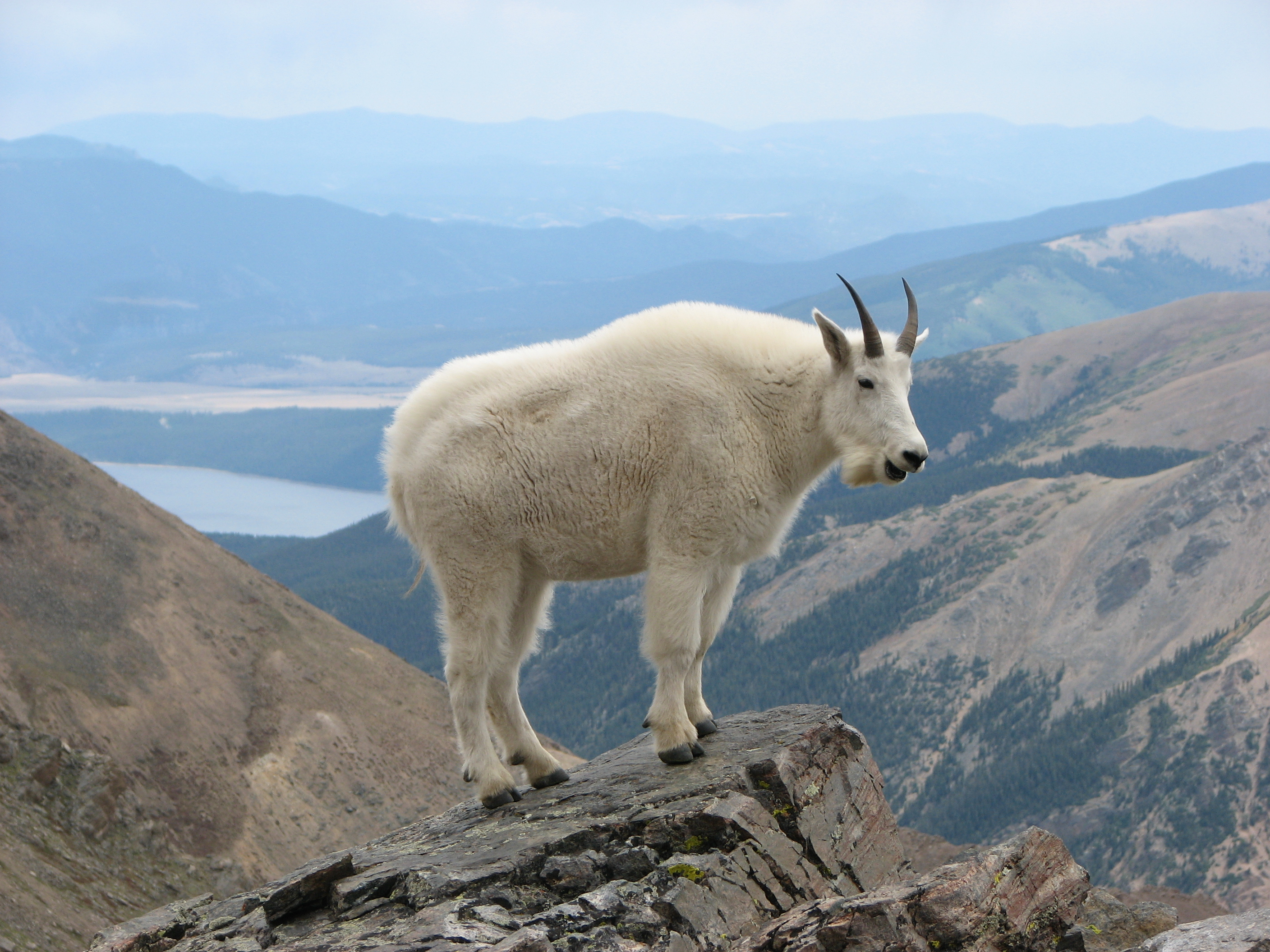
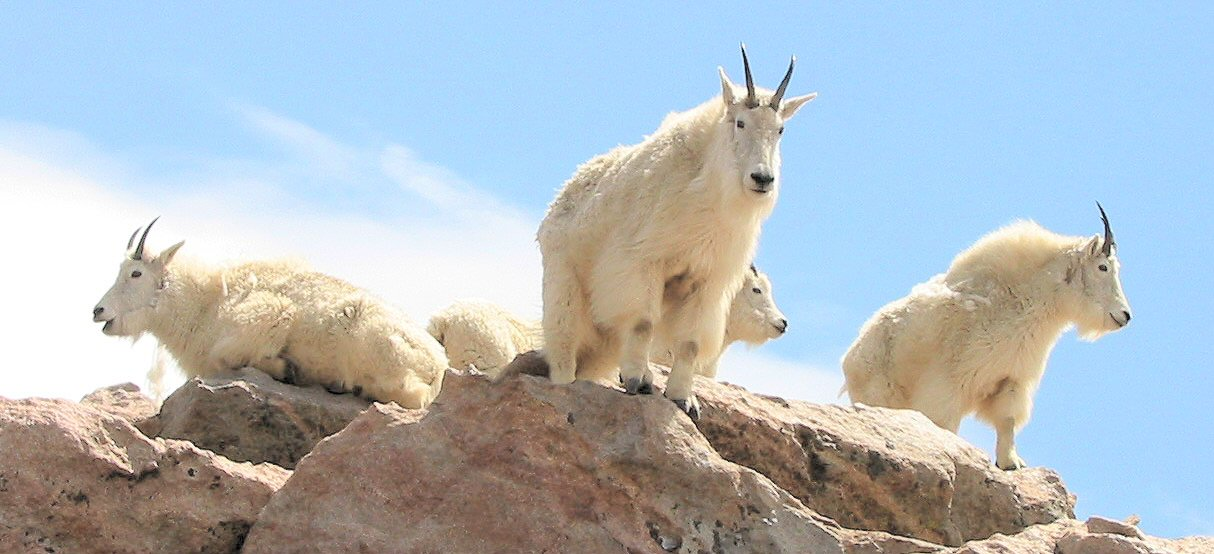
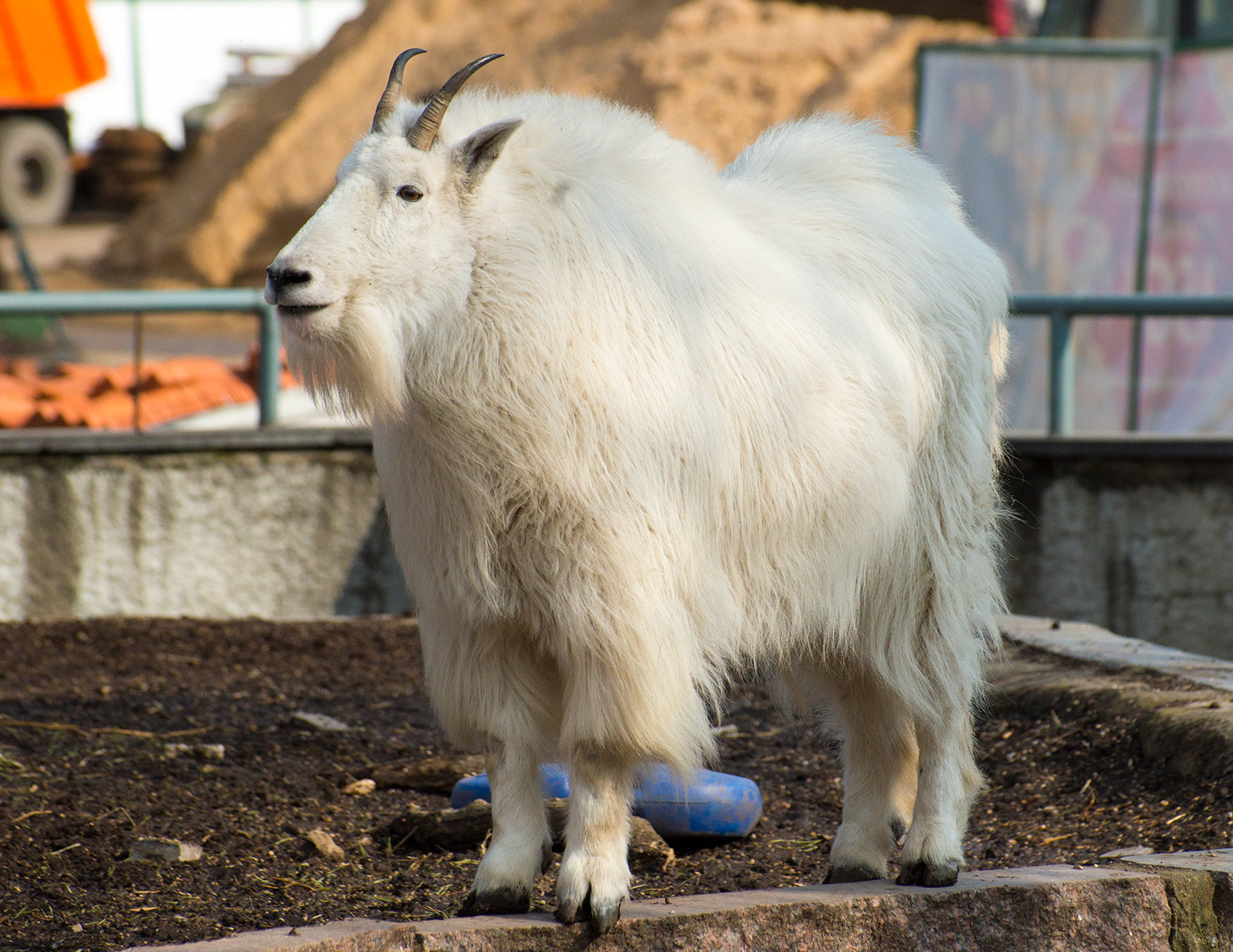
Снежные козы в Московском зоопарке
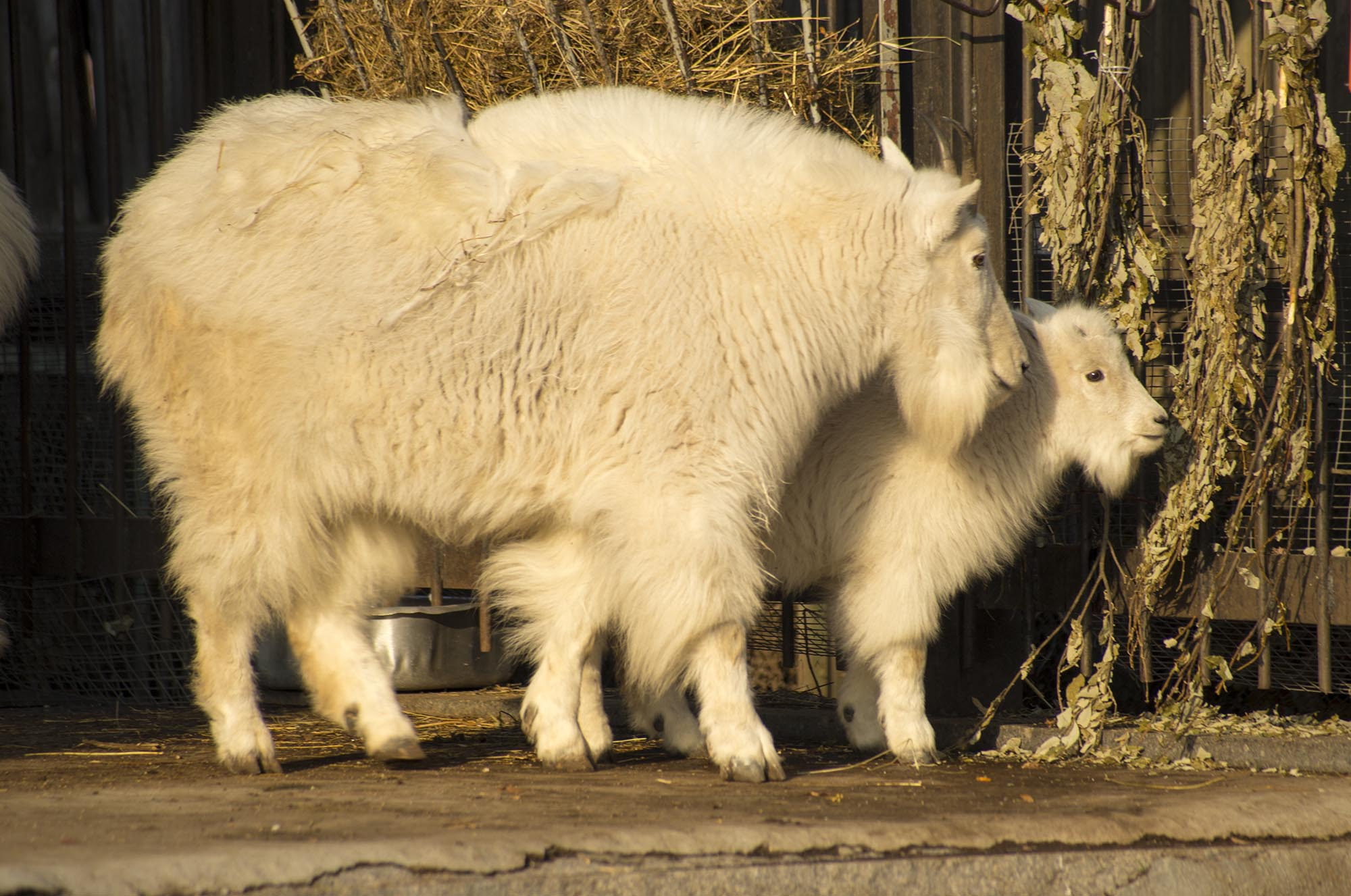
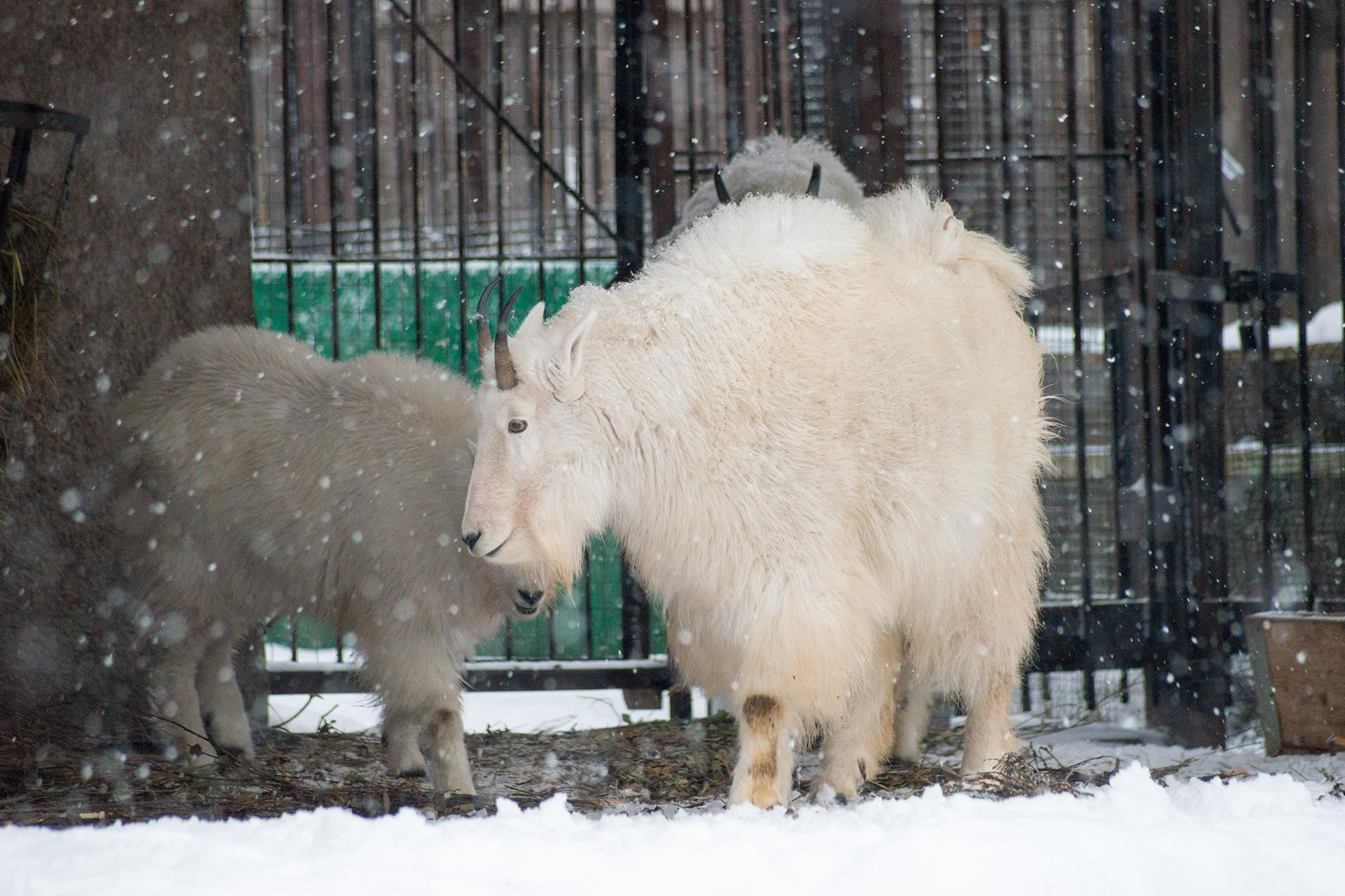
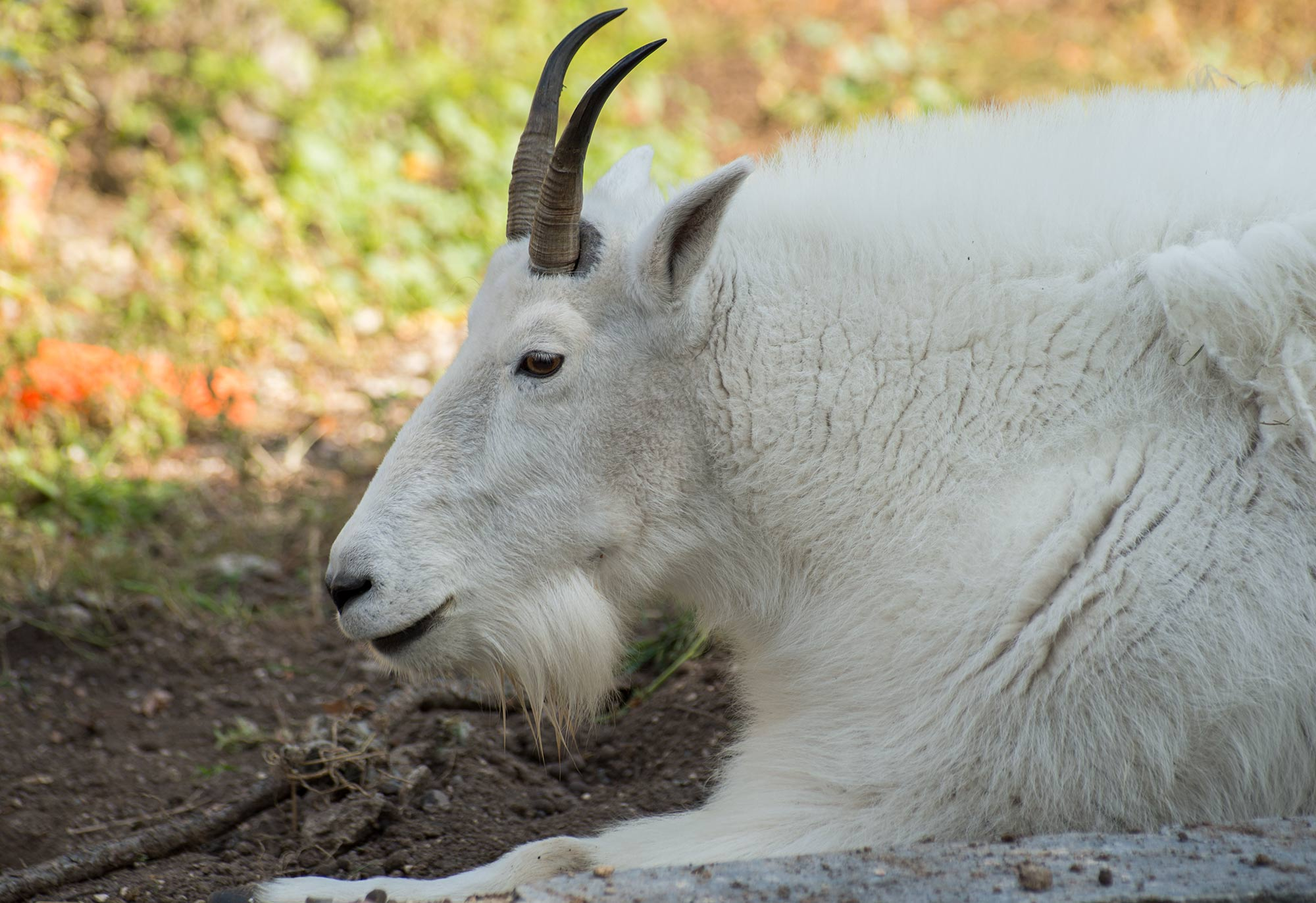